# Dabaozi
Dabaozi är en ort i Kina. Den ligger i provinsen Hunan, i den södra delen av landet, omkring 390 kilometer sydväst om provinshuvudstaden Changsha. Antalet invånare är 1 440.
Runt Dabaozi är det ganska tätbefolkat, med 129 invånare per kvadratkilometer. Dabaozi är det största samhället i trakten. I omgivningarna runt Dabaozi växer i huvudsak blandskog.
Genomsnittlig årsnederbörd är 1 679 millimeter. Den regnigaste månaden är maj, med i genomsnitt 274 mm nederbörd, och den torraste är december, med 55 mm nederbörd.